# Laanemetsa oja
Laanemetsa oja är ett vattendrag i Estland.   Det ligger i landskapet Valgamaa, i den södra delen av landet, 220 km söder om huvudstaden Tallinn.